# Comme d'habitude
Comme d'habitude is een lied dat oorspronkelijk werd uitgevoerd door Claude François en als single verscheen in november 1967.  Het werd wereldberoemd in de versie van Frank Sinatra uit 1968, My Way.
Het nummer werd gecomponeerd en geschreven door de Franse componist Jacques Revaux, aanvankelijk onder de titel 'For Me'. Hij bood het aan verschillende zangers aan onder wie Michel Sardou, Mireille Mathieu en Hervé Vilard maar niemand leek geïnteresseerd.
Na enig aandringen wilde Claude François het nummer in 1967 wel op de plaat zetten, mits het voorzien werd van een nieuwe tekst. Gilles Thibaut schreef vervolgens samen met Claude François, onder de titel 'Comme d'habitude', een tekst waarin het leven wordt beschreven van een vermoeide forens met een relatie waaruit de vonk allang verdwenen is. De inspiratie hiervoor putte Claude François uit zijn net beëindigde relatie met de zangeres France Gall.
De opname gebeurde met een orkest onder leiding van David Whitaker. Van de single van Claude François werden slechts 300.000 exemplaren verkocht.
Claude François zag er tot zijn overlijden in 1978 scherp op toe wie het nummer op de plaat mocht zetten. Paul Anka kreeg van Claude François toestemming om het nummer als My Way uit te brengen. Anka slaagde er vervolgens in de Amerikaanse crooner Frank Sinatra over te halen.
Er bestaan bijna 1500 versies van. Het is nog altijd een van de meest gespeelde nummers ter wereld. De bekendste Nederlandstalige versies zijn van onder anderen Will Tura, André Hazes en Raymond van het Groenewoud. In 2009 krijgt zijn muziekuitgeverij nog steeds wekelijks een nieuwe aanvraag tot covering van dit nummer. Aan de zonen van Claude François alleen al brengt dit nummer jaarlijks 750.000 euro aan auteursrechten op. Wereldwijd wordt het elke minuut gespeeld (radio en tv).